# Wixom
Wixom è un comune degli Stati Uniti d'America, situato nello Stato del Michigan, nella Contea di Oakland. La città fa parte dell'area metropolitana di Detroit.